# Gregorio San Miguel
Gregorio San Miguel (2 december 1940) is een voormalig Spaans wielrenner.

## Levensloop en carrière
San Miguel werd prof in 1965. In 1968 droeg hij een dag de gele trui in de Ronde van Frankrijk. Hij won ook 2 ritten in de Ronde van Spanje.

## Overwinningen
1968
- Bordeaux-Saintes

## Resultaten in voornaamste wedstrijden
| Jaar | Ronde van Italië | Ronde van Frankrijk | Ronde van Spanje |
| ---- | ---------------- | ------------------- | ---------------- |
| 1965 |                  |                     | 41e              |
| 1966 |                  | 37e                 | 13e (1)          |
| 1967 |                  |                     | 7e               |
| 1968 |                  | 4e                  | 36e              |
| 1969 |                  | opgave              | 8e (1)           |